# Army Champions
Army Champions è un cortometraggio del 1941 diretto da Paul Vogel.

## Trama
Cortometraggio narrato da Pete Smith, sui giovani che si sono iscritti per servire il loro paese.

## Riconoscimenti
- Nomination Oscar al miglior cortometraggio[1]